# Junki Goryo
Junki Goryo (født 13. december 1989) er en japansk fodboldspiller, som spiller for den japanske fodboldklub Kagoshima United FC.